# Space Walks
Space Walks è un programma televisivo italiano condotto da Emilio Cozzi, giornalista e divulgatore scientifico, dedicato allo spazio e alla space economy. Il format è scritto da Marco Falorni, Andrea Frassoni ed Emilio Cozzi ed è realizzato da Libero Produzioni Televisive. Il programma va in onda dal 24 novembre 2021 su Rai 4 e RaiPlay. Con la regia di Dario Di Agostino, la prima stagione è andata in onda anche su Rai Italia.

## Format
La serie è un percorso tra passato presente e futuro che racconta il ruolo e l’importanza delle attività spaziali nella vita quotidiana sulla Terra e mostra da vicino le realtà del settore spaziale più innovative.
Nel corso della serie hanno partecipato a Space Walks gli astronauti Luca Parmitano, Samantha Cristoforetti, Paolo Nespoli, Franco Malerba, Tito Stagno, il premio Nobel per la Fisica Giorgio Parisi, Dardust, Jago, Mara Sangiorgio, Marina Salamon, Leo Ortolani, Giovanni Soldini, Gabriele Mainetti, Margherita Vicario, Amalia Ercoli Finzi, Giorgio Pow3r Carandelli, Luciano Violante.

## Edizioni
| Edizioni | Conduzione   | Periodo          | Periodo          | Puntate | Rete              |
| -------- | ------------ | ---------------- | ---------------- | ------- | ----------------- |
| 1        | Emilio Cozzi | 24 novembre 2021 | 15 dicembre 2021 | 4       | Rai Italia, Rai 4 |
| 2        | Emilio Cozzi | 30 maggio 2022   | 30 giugno 2022   | 4       | Rai 4             |

### Prima edizione
| Puntata | Messa in onda    | Ospiti |
| ------- | ---------------- | --- |
| 1       | 24 novembre 2021 | Tito Stagno, Marcella Salussolia, Massimo Comparini, Marco Brancati, Luca Parmitano, Gino Bucciol, Samantha Cristoforetti.                |
| 2       | 1 dicembre 2021  | Luca Parmitano, Samantha Cristoforetti, Giorgio Saccoccia, Lucia Luzietti, Leo Ortolani, Gino Bucciol, Riccardo Lucciano, Gabriele Braga. |
| 3       | 8 dicembre 2021  | Gabriele Mainetti, Luca Parmitano, Giovanni Soldini, Amalia Ercoli Finzi, Gino Bucciol, Samantha Cristoforetti.                           |
| 4       | 15 Dicembre 2021 | Gino Bucciol, Tommaso Ghidini, Giorgio Pow3r Calandrelli, Luca Parmitano, Samantha Cristoforetti, Filippo Britti, Margherita Vicario.     |

### Seconda edizione
| Puntata | Messa In onda  | Ospiti |
| ------- | -------------- | --- |
| 1       | 30 maggio 2022 | Luca Parmitano, Samantha Cristoforetti, Franco Malerba, Paolo Nespoli, Jago, Dardust, Gianfranco Zoppas, Federico Zoppas, Salvatore Viviano.                            |
| 2       | 6 giugno 2022  | Luca Parmitano, Samantha Cristoforetti, Franco Malerba, Paolo Nespoli, Angelo Rigillo, Andrea Canino, Giorgio Parisi, Marina Salamon, Massimo Comparini, Nicola Saggini |
| 3       | 13 giugno 2022 | Luca Parmitano, Eda Gjergo, Luigi Pasquali, Giulio Ranzo |
| 4       | 20 giugno 2022 | Luca Parmitano, Samantha Cristoforetti, Franco Malerba, Giorgio Parisi, Mara Sangiorgio, Luciano Violante, Elena Vellutini, Davide Lunardelli                           |